# Лесная Слободка
Лесна́я Слобо́дка (укр. Лісна Слобідка) — село в Коршевской сельской общине Коломыйского района Ивано-Франковской области Украины.
Население по переписи 2001 года составляло 1651 человек. Занимает площадь 33,41 км². Почтовый индекс — 78257. Телефонный код — 03433.